# فيل وود
فيل وود (بالإنجليزية: Phil Wood) هو منافس ألعاب قوى نيوزيلندي، ولد في 29 ديسمبر 1953.

## وصلات خارجية
- فيل وود على موقع الاتحاد الدولي لألعاب القوى (الإنجليزية)
- فيل وود على موقع اتحاد ألعاب الكومنولث (مؤرشف) (الإنجليزية)